# قاسم بن حسین خوارزمی
قاسم بن حسین خوارزمی با لقب‌های مجدالدین و صدر الأفاضل (۱۱۶۰-۱۲۲۰) فقیه اشعری غیرمعتزلی، نحوی، ادیب و رساله‌نویس خوارزمی بود. نزد ابوالفتح مطرزی درس خواند. او در پی حمله‌های مغولان کشته شد. 